# Låt almarna leva
Låt almarna leva är ett livealbum där sångarna Cornelis Vreeswijk, Bernt Staf, Fred Åkerström och Tage Lidén medverkar. Albumet kom 1971, samma år som Almstriden i Stockholm.

## Sida 1
1. Cornelis Vreeswijk: Klättergrodan
2. Cornelis Vreeswijk: Svappavaaravisan
3. Bernt Staf: Landsbygdens Avbefolkning
4. Bernt Staf: Almarnas Dans
5. Fred Åkerström: Luffaren

## Sida 2
1. Fred Åkerström: Prästen och Slaven (skriven av Joe Hill med svensk text av Rune Lindström)
2. Bernt Staf: Familjelycka
3. Tage Lidén: Balen på Bakgår'n
4. Fred Åkerström: Kapitalismen
5. Bernt Staf: Pick a Bale of Cotton